# Пискунов, Александр Александрович
Александр Александрович Пискунов (род. 5 ноября 1951, Таганрог) — российский государственный деятель, помощник Полномочного представителя Президента Российской Федерации в Центральном федеральном округе с декабря 2013 года.

## Биография
В 1974 году окончил Военную академию им. Ф. Э. Дзержинского по специальности «военный инженер радиотехник», а в 1980 году — заочно адъюнктуру той же академии. Прошел подготовку в Финансовой академии при Правительстве РФ и школе бизнеса в Лондоне. Кандидат экономических наук.
Проходил службу на космодроме «Плесецк» в Архангельской области с 1974 по 1990 года.
Народный депутат Верховного Совета РСФСР 1990—1993, заместитель председателя Комитета по обороне и безопасности.
Советник 1-го заместителя Министра обороны Российской Федерации (1993).
Депутат Государственной Думы Федерального Собрания Российской Федерации I созыва от Котласского ОИО № 61 (Архангельская область) (12 декабря 1993—1996), член депутатской группы «Новая региональная политика», заместитель председателя Комитета по обороне с 17 января 1994 до 1996 года.
Заместитель начальника Административного департамента Аппарата Правительства Российской Федерации (1996—1997). Позже — начальник Административного департамента Аппарата Правительства с 1997 по 26 мая 1999.
Заместитель руководителя Аппарата Правительства Российской Федерации в 1999 году.
Депутат Государственной Думы III созыва от 19 декабря 1999 — член депутатской группы «Регионы России».
Аудитор Счётной палаты Российской Федерации с 5 апреля 2001 года по 20 сентября 2013.
Помощник Полномочного представителя Президента Российской Федерации в Центральном федеральном округе Александра Беглова с декабря 2013 года.

Член Комиссии по вопросам гражданства при Президенте РФ (1997)
Ответственный секретарь комиссии по финансовому и экономическому обеспечению военной реформы при Совете обороны РФ
Член Государственной комиссии РФ по военному строительству (1999)
Член МВК СБ РФ по мобилизационной подготовке и мобилизации (1999)

## Звания
Подполковник (1990), генерал-майор (1999).

## Награды
Награждён орденами Почёта (6 ноября 2001), «За заслуги перед Отечеством» IV степени (1 августа 2006), «За военные заслуги» (20 сентября 2011).